# Lanzia berggrenii
Lanzia berggrenii är en svampart som först beskrevs av Cooke & W. Phillips, och fick sitt nu gällande namn av Spooner 1987. Lanzia berggrenii ingår i släktet Lanzia och familjen Rutstroemiaceae.   Inga underarter finns listade i Catalogue of Life.